# Historia de la teoría cuántica de campos
La teoría cuántica de campos comenzó a desarrollarse a finales de los años 1920, en un intento de incorporar dentro de la mecánica cuántica la teoría del campo electromagnético.
Actualmente, la teoría cuántica de campos es un marco consistente para describir los campos de gauge en un espacio-tiempo plano. Se busca intensamente generalizar la teoría para poder describir los mismos campos en un espacio-tiempo curvo con curvaturas muy grandes.

## Inicios
En 1926, Max Born, Pascual Jordan y Werner Heisenberg construyeron una primera aproximación a teoría cuántica de campos expresando los grados de libertad del campo como un conjunto infinito de osciladores armónicos, para después cuantizarlos según el método habitual. Esta teoría inicial funcionaba bien en ausencia de cargas y corrientes eléctricas; este método se denomina en la actualidad «teoría libre». El Primer modelo razonablemente completo de la electrodinámica cuántica, que describía conjuntamente al campo electromagnético y a la materia cargada eléctricamente (concretamente, electrones) de manera totalmente cuántica, fue creada por Paul Dirac en 1927. Este modelo cuántico de campos podía utilizarse para modelar procesos importantes como la emisión de un fotón por un electrón decayendo a un estado cuántico de menor energía: un átomo cambia su estado interno y emite un fotón. La comprensión de estos procesos es uno de los rasgos más importantes de la teoría cuántica de campos.

## Desarrollo hasta primera mitad delsigloXX
Era evidente desde los primeros intentos que una teoría cuántica consistente para el electromagnetismo debía de reflejar los principios de la relatividad de Einstein, derivados del estudio del electromagnetismo clásico. Esta necesidad de aunar mecánica cuántica y relatividad fue una motivación fundamental para el desarrollo de la teoría cuántica de campos. Pascual Jordan y Wolfgang Pauli demostraron en 1928 que los campos cuánticos podían comportarse de forma correcta bajo una transformación de coordenadas de acuerdo con la relatividad especial (concretamente, los conmutadores de los campos eran invariantes Lorentz), y en 1933 Niels Bohr y Leon Rosenfeld interpretaron este resultado como la imposibilidad de efectuar medidas sobre el estado del campo en puntos separados espacialmente. Con el descubrimiento de la ecuación de Dirac, una ecuación cuántica y relativista para una partícula, sobrevino un gran impulso, al descubrirse que todos sus defectos (como la aparición de estados de energía negativa) podían ser eliminados reformulándola como una ecuación de campo. Este trabajo fue desarrollado por Wendell Furry, Robert Oppenheimer y Vladimir Fock, entre otros.
Un tercer factor determinante en la construcción de la teoría cuántica de campos fue la necesidad de manejar la estadística de los sistemas de muchos cuerpos idénticos consistente y fácilmente. En 1927, Jordan intentó extender la cuantización canónica de campos las funciones de onda de múltiples partículas, un proceso a veces llamado segunda cuantización. En 1928, Jordan y Eugene Wigner encontraron que el campo que describía los electrones, o cualquier otro fermión, debía ser expresado mediante operadores de creación y destrucción que anticonmutasen: la transformación de Jordan-Wigner.
A pesar de sus éxitos iniciales, la teoría cuántica de campos estaba plagada de problemas teóricos muy serios. Muchas cantidades físicas en apariencia inocuas, como el desplazamiento energético del electrón en presencia de un campo electromagnético, daban como resultado al calcularlas un valor infinito, un resultado sin sentido. Este «problema de las divergencias» fue resuelto durante los años 1940 por Bethe, Tomonaga, Schwinger, Feynman y Dyson, a través de un proceso conocido como renormalización. Esta etapa culminó con el desarrollo de la moderna electrodinámica cuántica (EDC en español, o QED del inglés Quantum Electrodynamics).

## Desarrollo durante la segunda mitad delsigloXX
Comenzando en la década de 1950 con el trabajo de Yang y Mills, la EDC fue generalizada a una clase más general de teorías conocidas como teorías de gauge (recalibración). Esto llevó a dos nuevas teorías gauge no abelianas, el modelo electrodébil y la cromodinámica cuántica. Posteriormente, estas teorías fueron la base del modelo estándar de física de partículas, que describe todas las partículas elementales conocidas y sus interacciones.
También durante la década de 1970, una serie de desarrollos paralelos en el estudio de las transiciones de fase en física de la materia condensada llevaron a Leo Kadanoff, Michael Fisher y Kenneth Wilson (extendiendo el trabajo de Ernst Stueckelberg, Andre Peterman, Murray Gell-Mann y Francis Low) a un conjunto de ideas y métodos conocido como grupo de renormalización. Esto resultó en una comprensión más profunda del esquema de renormalización inventado en los años 1940, y en una unificación de las técnicas de teoría cuántica de campos utilizadas en física de partículas y física de la materia condensada.

### Unificación electrodébil
La parte de interacción débil del modelo estándar fue creada por Sheldon Glashow, para después ser añadido el mecanismo de Higgs por Steven Weinberg y Abdus Salam. La consistencia y renormalizabilidad de la teoría fueron demostradas por Gerardus 't Hooft y Martinus Veltman.

### Cromodinámica cuántica
La interacción fuerte era la única interacción subatómica importante, que no había sido correctamente descrita hacia 1970. Si bien el modelo de Yukawa (1935) ofrecía una aproximación para algunos aspectos de esta interacción, como la interacción entre mesones mediadores de la interacción fuerte y nucleones, otros aspectos no quedaban explicados. Además el modelo de Yukawa no tenía la forma de teoría de gauge, lo cual resultaba problemática porque no está claro que siempre conduzca a un caso renormalizable. El desarrollo de teorías de gauge y el esquema llamado camino óctuple de la física de partículas llevaron a tratar de construir una teoría de gauge para las interacciones fuertes basadas en el grupo de gauge SU(3).

## Desarrollos recientes
- teoría cuántica de campos algebraica (AQFT)
- Teoría cuántica de campos axiomática
- Teoría cuántica de campos topológica (TQFT)